# Arces
Arces település Franciaországban, Charente-Maritime megyében. Lakosainak száma 715 fő (2022. január 1.). Arces Barzan, Cozes, Épargnes, Meschers-sur-Gironde, Semussac, Talmont-sur-Gironde, Saint-Vivien-de-Médoc és Talais községekkel határos.

## Népesség
A település népességének változása:
| Lakosok száma | 484  | 430  | 485  | 608  | 710  | 734  | 753  | 760  | 745  | 715  |
|               | 1968 | 1982 | 1990 | 2006 | 2013 | 2015 | 2017 | 2019 | 2020 | 2022 |